# ウーマンズ・アート・クラブ・オブ・ニューヨーク

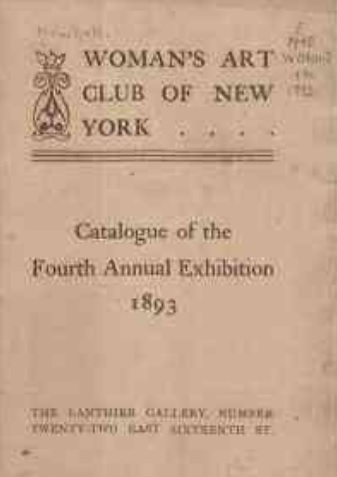
1893年の展覧会の出展作品目録

ウーマンズ・アート・クラブ・オブ・ニューヨーク（Woman's Art Club of New York）は、1889年にニューヨークに設立された女性芸術家の団体である。アメリカ国内や国外で活動する女性芸術家を会員にして、女性画家の作品への社会的な関心を高め、商業的な成功をおさめるのに貢献した。1913年に全米女性画家・彫刻家協会（National Association of Women Painters and Sculptors）に改名し、1941年に現在の全米女性芸術家協会（National Association of Women Artists）の名前を採用している。

## 歴史
ニューヨークのワシントン・スクエアにあった彫刻家のグレース・フィッツランドルフ（Grace Fitz-Randolph）の工房に集まった、フィッツランドルフやアニタ・C・アシュリー（Anita C. Ashley）、アデール・フランチェス・べデル（Adele Frances Bedell）、エリザベス・S・チーヴァー（Elizabeth S. Cheever）、エディス・ミッチェル・プレルウィッツ（Edith Mitchill Prellwitz）らが創立メンバーとなって1889年1月に設立された。目的は「作品の展示やさらに芸術への関心を高めるために芸術愛好家同士の交流をすること(social intercourse among art lovers, for exhibition and to further art interest)」であった。当時、少なかった女性芸術家の作品の販売する機会を提供することを目指していた。
毎年、展覧会を開催し、会員は一点の作品を出展できた。2点目からの作品は、選考審査員が審査して展示するかどうか決めた。会員の中には出展しない会員もいた。展覧会には国外で活動する芸術家の作品の出展も認め、パリで活動していたメアリー・カサットらも展覧会に出展した。
1892年の展覧会には、水彩画、油絵、版画、パステル画など約300点の作品の応募があるようになった。役員は、11月の年次総会で選出された。1913年に「全米女性画家・彫刻家協会（National Association of Women Painters and Sculptors）」に改名し、1941年に「全米女性芸術家協会（National Association of Women Artists）」に改名された。

## 主な会員
- ローダ・ホームズ・ニコルズ(1854-1930)
- エマ・ランパート・クーパー(1855-1920)
- クロード・ラゲット・ハースト(1855–1942)
- メアリー・ロジャース・ウィリアムス(1857-1907)
- アマンダ・ブリュースター・シーウェル(1859-1926)
- クララ・ウィーヴァー・パリッシュ(1861–1925)
- イザベル・スプラーグ・スミス(1861-1950)
- エディス・ミッチェル・プレルウィッツ(1864/1865-1944)
- ルイーズ・コックス(1865-1945)
- ルース・ペイン・バージェス(1865-1934)
- ジェニー・イーキン・デロニー(1866-1949)
- シャーリー・ウィリアムソン(1875-1944)
- フローレンス・ボーリン・クラマー(1877–1971)
- ジーン・マクレーン(1878-1964)
- マリア・R・ディクソン(?-1896)